# Universidad de Flores
La Universidad de Flores es una universidad privada en Argentina, fundada en 1994 por el Dr. Roberto Kertész, el Dr. Bernardo Kerman, la Arq. Ruth Fische, el Dr. Adalberto Luege, la Lic. Beatriz Labrit y la Lic. Clara I. Atalaya.
El campus principal se encuentra ubicado en el barrio de Flores de la Ciudad Autónoma de Buenos Aires, capital de Argentina. También posee un anexo en el centro de San Miguel, Partido de San Miguel en el Gran Buenos Aires. Además una sede en la ciudad de Cipolletti, provincia de Río Negro, y en la ciudad de Neuquén, de la provincia homónima.

## Facultad de Actividad Física y Deporte

#### Carreras de Grado
- Profesorado Universitario en Actividad Física y Deporte
- Licenciatura en Actividad Física y Deporte

#### Carreras de Pregrado
- Tecnicatura Universitaria en Deportes de Patinaje

#### Carreras de Posgrado
- Maestría en Educación Física y Deporte

## Facultad de Ciencias Organizacionales y de la Empresa

#### Carreras de Grado
- Contador Público
- Licenciatura en Administración
- Licenciatura en Gestión de Recursos Humanos

## Facultad de Derecho

#### Carreras de Grado
- Abogacía

## Facultad de Ingeniería

#### Carreras de Grado
- Ingeniería Ambiental
- Licenciatura en Ciencias Ambientales
- Licenciatura en Seguridad, Higiene y Control Ambiental Laboral
- Licenciatura en Seguridad, Higiene y Control Ambiental Laboral para Técnicos

#### Carreras de Posgrado
- Maestría en Infraestructuras Urbanas Sustentables

## Facultad de Planeamiento Socio Ambiental

#### Carreras de Grado
- Arquitectura
- Licenciatura en Diseño Gráfico

#### Carreras de Posgrado
- Doctorado en Arquitectura y Urbanismo

## Facultad de Psicología

#### Carreras de Grado
- Licenciatura en Psicología
- Licenciatura en Psicopedagogía
- Licenciatura en Sociología

#### Carreras de Pregrado
- Tecnicatura Universitaria en Acompañamiento Terapéutico

#### Ciclos Complementarios de Licenciatura
Ciclo Complementario de Lic. en Psicopedagogía
Ciclo Complementario de Lic. en Educación

#### Carreras de Posgrado
- Doctorado en Psicología
- Especialización en Docencia en Instituciones Universitarias
- Maestría en Neuropsicología
- Maestría en Psicología Social
- Posdoctorado en Psicología con Orientación en Metodología de la Investigación de Revisión

## Escuela de Ciencias de la Salud

#### Carreras de Grado
- Licenciatura en Kinesiología y Fisiatría
- Licenciatura en Nutrición